# Норидж (аэропорт)
Международный аэропорт Норидж (англ. Norwich International Airport) (ИАТА: NWI, ИКАО: EGSH), также известный как Аэропорт Норидж (англ. Norwich Airport) — аэропорт, расположенный в 5.2 км к северу от городского центра Нориджа, Норфолк, на границе его пригорода.
Аэропорт традиционно принимал рейсы из аэропорта Схипхол, Амстердам авиакомпании KLM Cityhopper (бывшая KLM uk), но кроме этого аэропорт обслуживает ряд рейсов внутри Великобритании и в европейских направлениях. Помимо коммерческих рейсов, из аэропорта совершаются чартерные рейсы вертолётов к месторождениям газа в Северном море.
Нориджский Аэропорт имеет публичную лицензию аэродрома (номер P723), которая позволяет пассажирские перевозки и обучение полётам.

## История
Первый Нориджский аэропорт был построен на месте аэродрома Первой мировой войны на Пустоши Маусхолд, где сегодня находится жилая застройка. Этот аэропорт перестал эксплуатироваться в начале Второй мировой войны.

## RAF Horsham St Faith
Территория, на которой находится аэропорт, ранее была известна как Авиабаза Королевских ВВС Horsham St Faith, или просто RAF Horsham St Faith, первые работы по её строительству начались в 1939 году, а официально она была открыта 1 июня 1940 как авиабаза бомбардировщиков.
В сентябре 1942 Horsham St. Faith был предоставлен ВВС США, здесь базировался 8 флот ВВС. ВВС США называли базу Авиабаза 123 (HF).
Аэродром был передан командованию истребительной авиации Королевских ВВС 10 июля, на аэродроме стали базироваться Gloster Meteor. RAF Horsham St. Faith была базой фронтовой авиации много лет, и её эскадрильи участвовали во многих послевоенных учениях. Авиабаза была закрыта 1 августа 1963.

## Гражданский аэропорт
Королевские ВВС покинули Хоршэм 24 марта 1967. За последующие два года основная часть лётного поля и зданий была продана Городскому Совету Нориджа и Совету Графства Норфолк, небольшая часть осталась за Министерством Обороны. Norwich Airport Ltd, ставшая собственностью Советов Графства и Города, занималась развитием Международного Аэропорта Нориджа.
Большая часть зданий периода Второй мировой войны, использовавшихся ВВС США, сохранилось, хотя и использовалось для различных целей. Три из пяти больших довоенных ангаров всё ещё используются для обслуживания самолётов. Два были переделаны для коммерческого использования. Контрольно-диспетчерский пункт всё ещё существует, однако была построена новая башня рядом с сегодняшней главной взлётно-посадочной полосой. Другие военные здания сегодня составляют промышленную зону аэропорта (принадлежащую Графству и Городскому совету) и стоят среди многих более новых сооружений.
Несмотря на то, что большинство взлётно-посадочных полос и рулёжных дорожек сохранились со времён авиабазы, только одна взлётно-посадочная полоса используется сегодня, восточно-западная взлётно-посадочная полоса 09/27, которая была увеличена в восточном направлении ВВС в 1956, чтобы избегать взлётов и посадок над застроенными территориями. Часть старой главной взлётно-посадочной полосы в настоящее время используется для лёгких самолётов.
Здание терминала аэропорта открылось в 1988, в нём есть постоянно действующая экспозиция материалов времён ВВС США: фотографии, картины, мемориальные доски.
В марте 2004 Городской Совет и Совет Графства продали 80,1 % Norwich Airport Ltd компании Omniport, сохранив 19,9 %. Omniport также приобрел 100 % Norwich Airport Travel Ltd. После продажи Omniport аэропорт стал одним из хабов лоу-кост авиакомпании бюджета Flybe, в результате чего число рейсов и назначений значительно увеличилось. В 2005 началась программа расширения стоимостью 3.5 млн фт. ст.
В апреле 2008 было объявлено, что Flybe уменьшит количество маршрутов и частоты из Нориджского Аэропорта.

## Инфраструктура
Аэропорт имеет одну взлётно-посадочную полосу (09/27) длиной 1 841 м. Меньшая взлётно-посадочная полоса длиной 1 285 м (04/22) была закрыта в 2006, и сейчас используется как рулёжная дорожка. Аэропорт имеет девять стоянок для коммерческих самолётов.

## Авиакомпании
- Air Malta
- bmi
  - оператор bmi Regional
- Eastern Airways
- First Choice Airways
- Flybe
- KLM Royal Dutch Airlines
  - оператор KLM Cityhopper
- LTE International Airways
- Thomsonfly

## Предприятия ТОиР
- Air Livery — покраска самолётов
- KLM UK Engineering — техническое обслуживание ВС